# Сокира (геральдика)
Сокира — геральдичний збірний термін для топірців і сокир, які потрапили в геральдику як гербова фігура. Тесло (хрест-сокира) також виступає як геральдична фігура, але не є однією з борідок. У геральдиці сокира має різноманітні назви, які лише частково відповідають використанню зброї чи знарядь праці. Іноді її зазвичай називають бойовою сокирою або бойовим топірцем, хоча здебільшого зображують не зброю, а знаряддя, як у випадку з гербом Рід-ін-дер-Рідмарка.

## Зображення та символіка

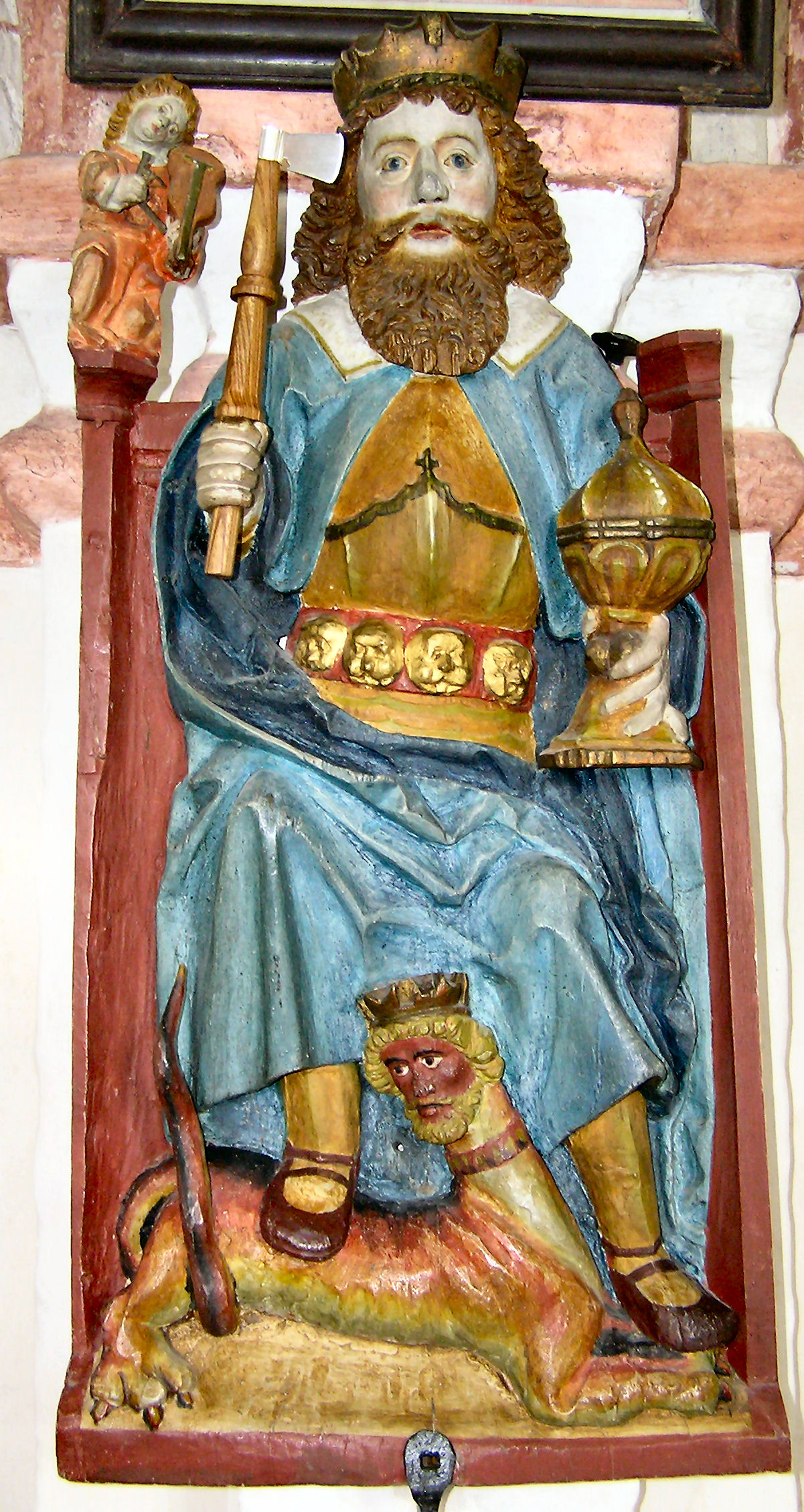
Олаф II Гаральдссон з скандинавською сокирою як інсигнії

Зображується або історична зброя війни, але частіше місцеві традиції лісництва чи деревообробки. На зображеннях можна побачити локальні та часові конструкції.
Сокира — цеховий знак лісників (раніше — лісорубів) і теслярів. Борідка як символ ордена зазвичай також означає знаряддя, яке використовується для невоєнної роботи, як це можна побачити, наприклад, в Арагонському ордені Дам Сокири з 1448 року. На відміну від цього, на гербі Тобора, який вважається одним із найстаріших польських гербів і, як кажуть, був першим гербом польського лицарства, зображено бойову сокиру.
Якщо на гербі зображено дві поєднані чокири, носій герба свідчить про те, що він здатний як до військової, так і до мирної діяльності.

## Герб
Сокира зазвичай розмальована природними тинктурами (голова і топорище) або одним кольором. Фігура може бути присутня не тільки в гербі, а й у верхньому гербі як нашоломник. Як і у випадку з усіма довгими рушницями/інструментами з ручками, також є поширеним поєднання сокири в андріївський хрест з другим інструментом.

## Використання

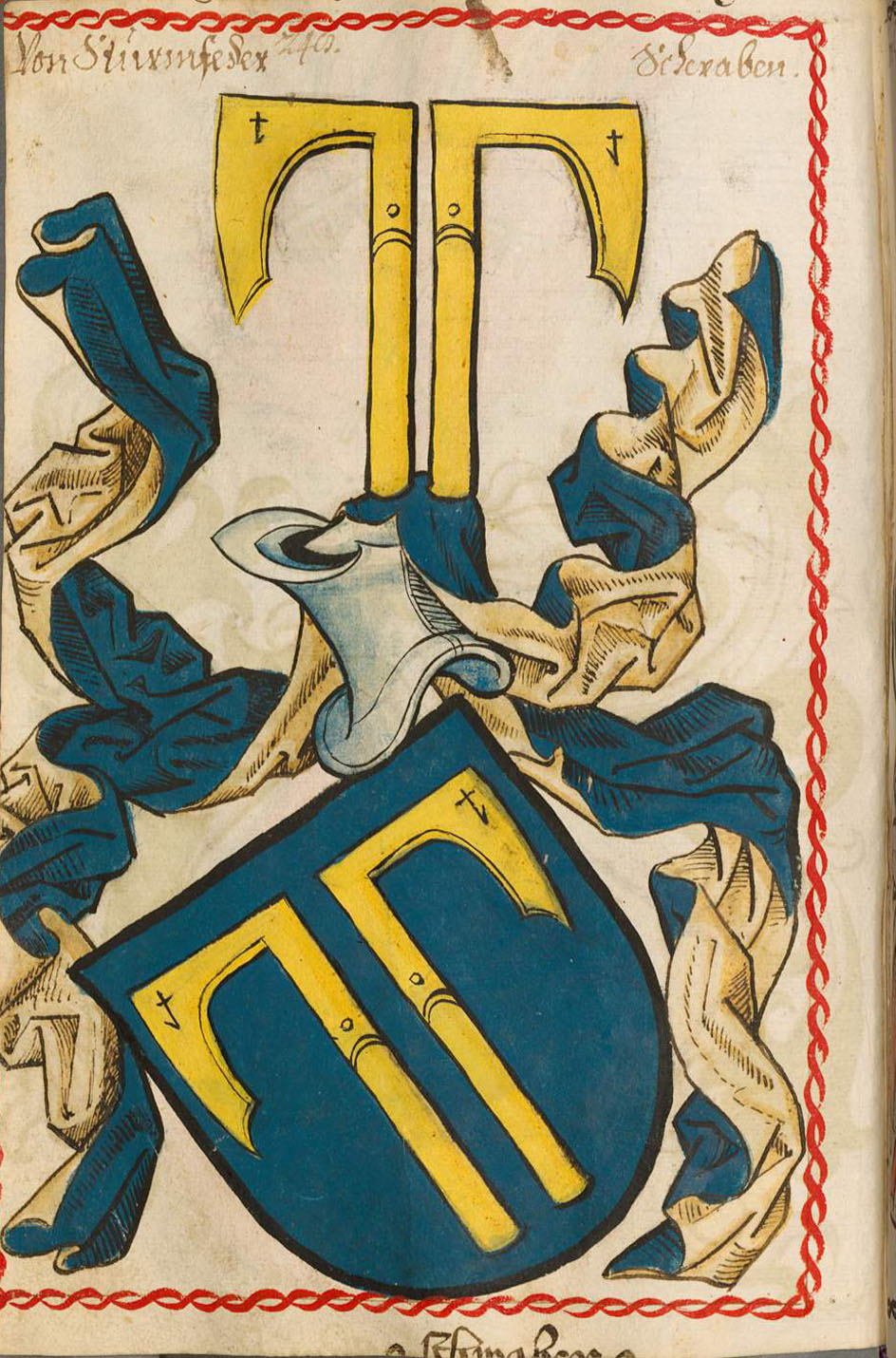
Шляхетний рід Штормпіра

Сокира — негеральдична фігура, поширена в усьому світі. Такі країни, як Кенія та Беліз, використовують сокири для своїх гербів. У Норвегії на державному гербі зображений лев з сокирою. Сокира також є атрибутом національного святого Олафа.
Громади та знатні роди також використовують сокири. Так, південно-західний німецький шляхетський рід Штурмфедерів фон Оппенвейлерів навіть отримав свою назву від зброї, на його гербі зображено дві бойові сокири, повернуті вправо і вліво.

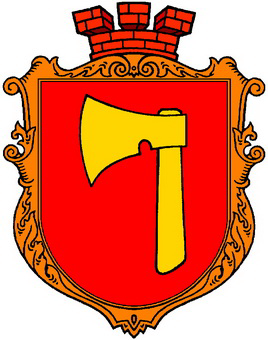
Топорів (промовистий герб)
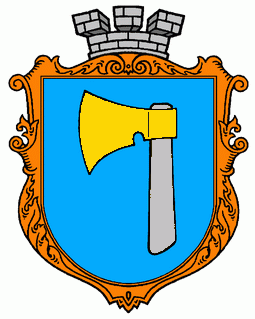
Хирів
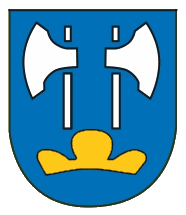
Герб колишнього міста Бартенштайн (промовистий герб)
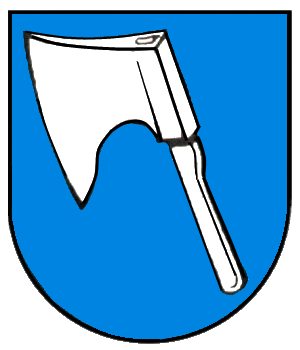
У синьому срібна теслярська сокира - Фрауензіммерн (промовистий герб)
Узмішаних кольорах герб Байльнгріса, старий промовистий герб
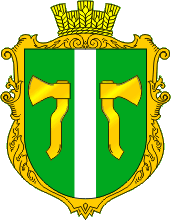
Сокиринці (Кам'янець-Подільський район) (промовистий герб)
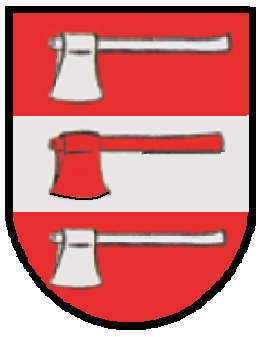
Розміщені на балці змішаними кольорами: Хакінг / Відень (промовистий герб)
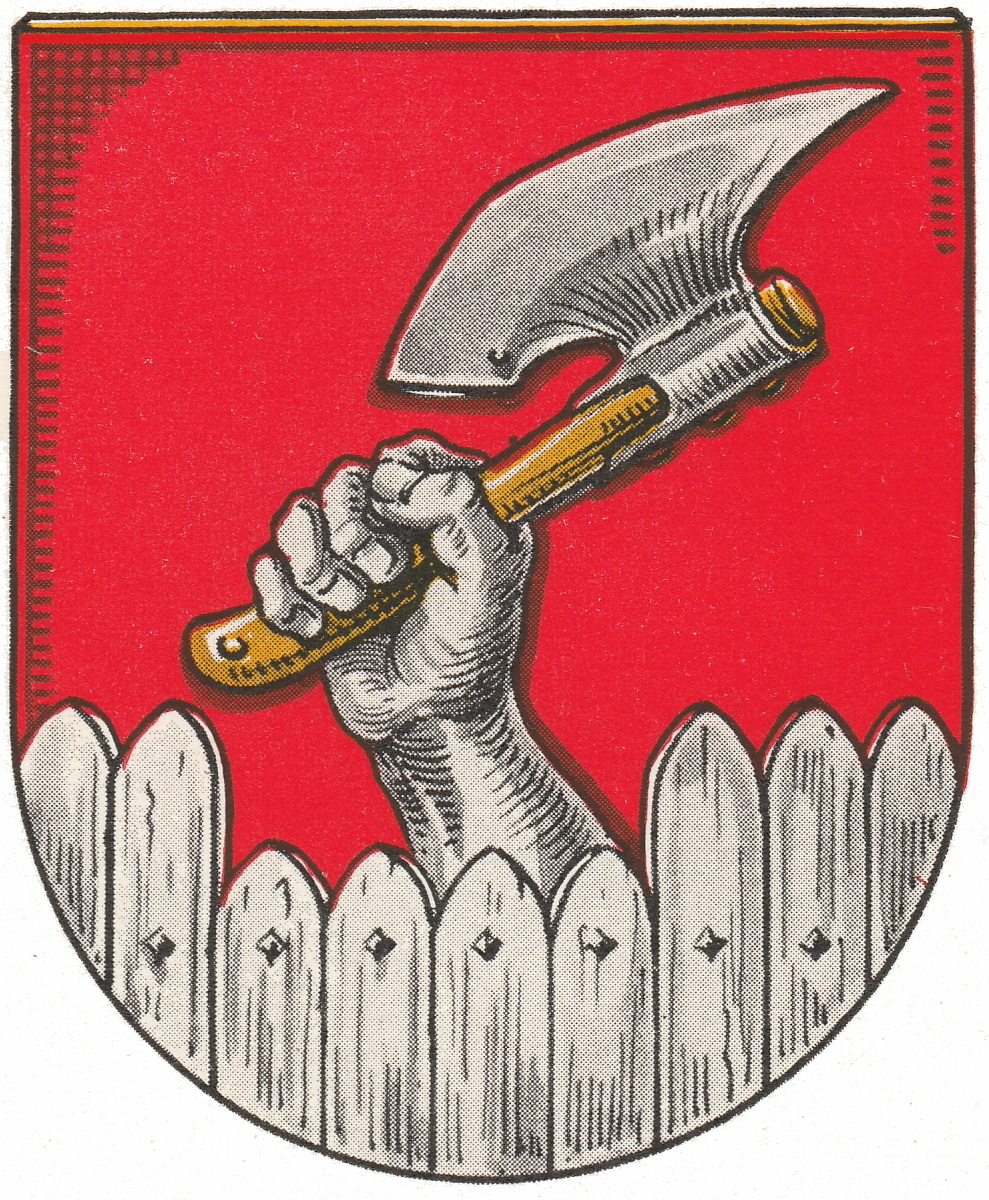
Веттеборн: на червоному полі кулак, що виростає зі срібного палісаду, розмахує позолоченою бойовою сокирою.

Як додаток
Лев із сокирою в лапі: герб Норвегії
Сокира в поясі лучника: Ліекса, Фінляндія
Чоловік із сокирою переслідує ведмедя - Суботів

Комбіновані
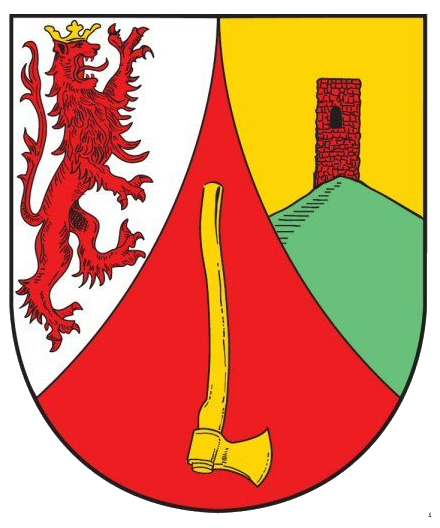
Перевернута сокира у перевернутому вилоподібному хресті: Біндерсбах
Дві срібні бойові сокири, обернені одна від однієї: Гальмерсгартен
Коса і сокира (симол сільського та лісового господарства):Лазіско, Словаччина
Сокира і рушниця (зброя та ковальські вироби): Берг, Швеція
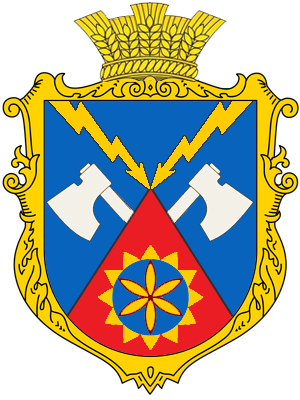
Червона Гірка (Конотопський район)
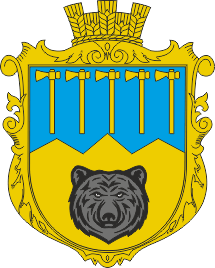
Широкий Луг (Закарпатская область)
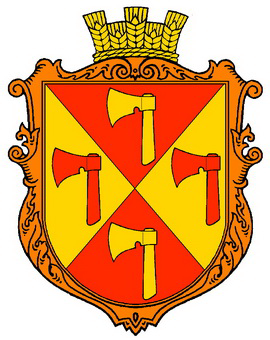
Слохині
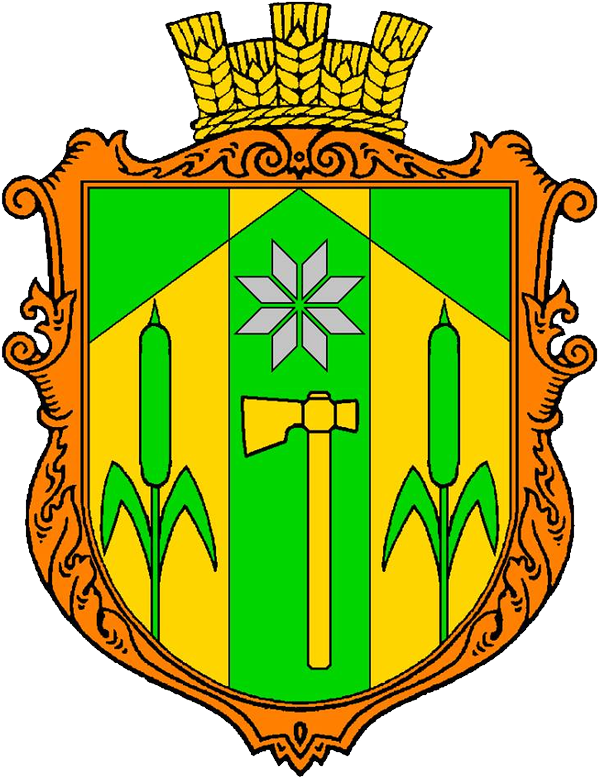
Тростянець (Стрийський район)
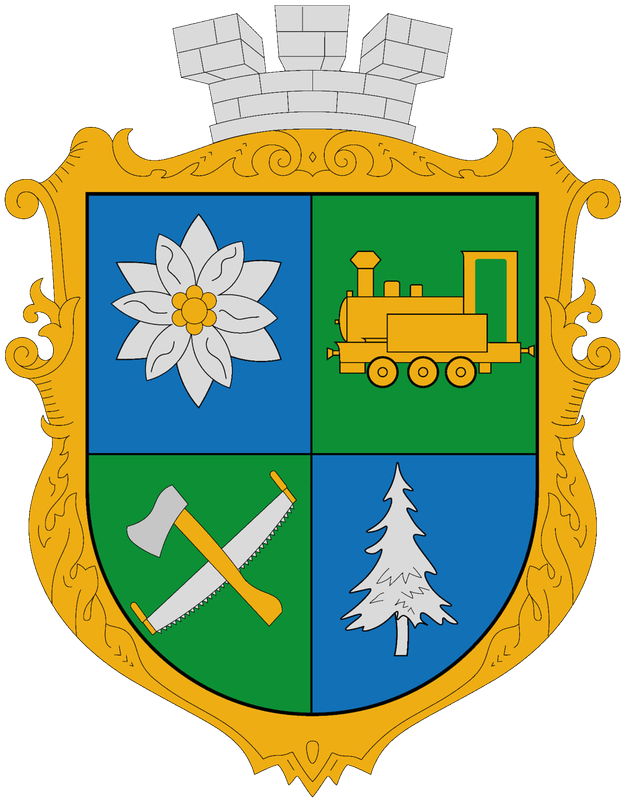
Сокира і пилка як символ лісозаготівлі - Вигодська селищна громада
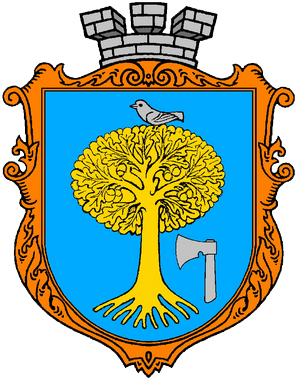
Миколаїв (Львівська область)
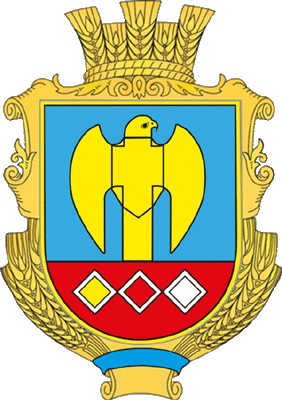
Сокиринці (Вінницький район) (промовистий герб)

Перехрещені
Біль (місто), Швейцарія
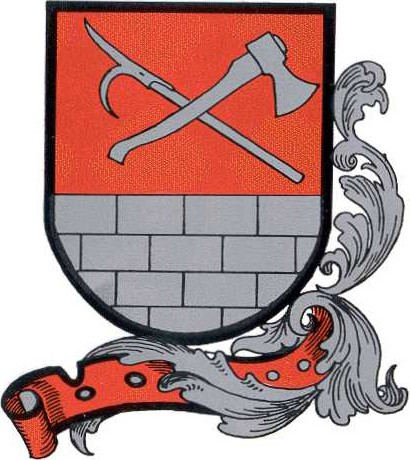
Багор і сокира (австрійська сокира): Палфау, Австрія
Вила та сокира:Доновали, Словаччина
Герб Бартошиць (Східна Пруссія)
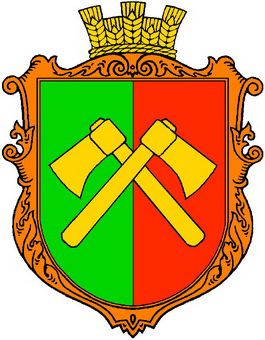
Черепин (Львівський район)
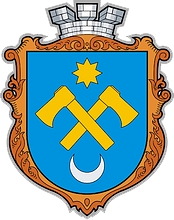
Сокиряни
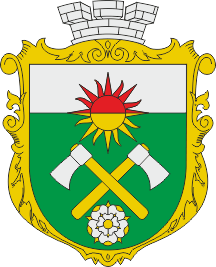
Сокирянська міська громада
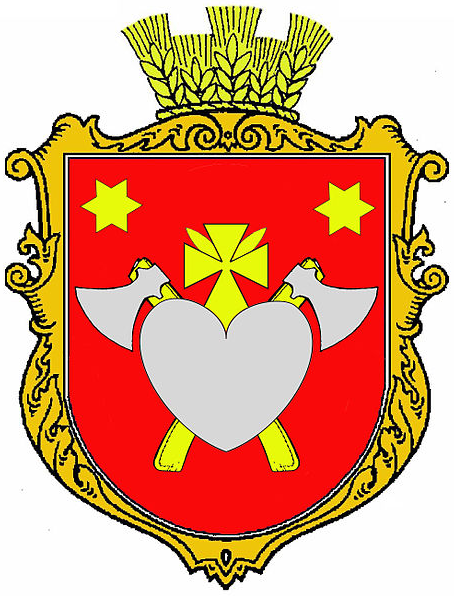
Сокиринці (промовистий герб)